# MHAT-вейвлет

График MHAT-вейвлета

MHAT-вейвлет (Mexican HAT — «Мексиканская шляпа») — вейвлет-функция, получаемая двукратным дифференцированием функции Гаусса:
{\displaystyle \psi (t)=-{\frac {d^{2}}{dt^{2}}}e^{-t^{2}/2}=(1-t^{2})e^{-t^{2}/2}}
Преобразование Фурье для этого вейвлета имеет следующий вид:
{\displaystyle {\hat {\psi }}(\omega )={\sqrt {2\pi }}\omega ^{2}e^{-\omega ^{2}/2}}
Этот вейвлет имеет хорошую локализацию и по времени, и по частоте. Мерой локализации служат центры и радиусы, которые для функций{\displaystyle z(t)\in L^{2}(R)} выражается следующим образом:
{\displaystyle \langle t\rangle ={\frac {1}{||z||^{2}}}\int \limits _{-\infty }^{\infty }t|z(t)|^{2}dt,\ \Delta _{t}^{2}={\frac {1}{||z||^{2}}}\int \limits _{-\infty }^{\infty }[t-\langle t\rangle ]^{2}|z(t)|^{2}dt}
Для MHAT-вейвлета центры и радиусы во временной области (t) и в частотной (ω) имеют следующие значения:
{\displaystyle \langle t\rangle =0,\ \Delta _{t}=1.08,\ \langle \omega \rangle =1.51,\ \Delta _{\omega }=0.49}
Первый и второй моменты у этого вейвлета также нулевые.
Функция получила своё название — Мексиканская шляпа — из-за сходства её графика с сомбреро.